# 中顶娘娘庙
中顶娘娘庙，又称中顶碧霞元君庙，位于北京市丰台区右安门街道亚林西居住区（西铁营村），是一座道教宫观，为北京“五顶”之一。

## 历史
中顶位于右安门外，今丰台区南苑乡草桥以北的中顶村。唐朝此处建有万福寺，后来寺废。明朝天启七年，在万福寺旧址稍北兴建碧霞元君庙。清朝乾隆三十六年发帑重修，额曰“护国中顶岱岳普济宫”。“前殿奉碧霞元君，额曰‘资生溥化’，中殿奉东岳，额曰‘大德曰生’”，都是乾隆帝御笔。该庙有清朝康熙年间大学士王熙、李天馥所撰的两通石碑。中华民国时期，该庙重修。
中顶附近水田多，土质属沙性，适于种花。自明清以来，该地区农民大多以养花为业。《帝京景物略·草桥》记载：“右安门外南十里草桥，方十里，皆泉也。……土以泉，故宜花，居人遂（以种）花为业。都人卖花担，每辰千百，散入都门，……圃人废晨昏者半岁，而终岁衣食焉。”
《燕京岁时记》记载，中顶庙会原为每年四月初一，后改为每年六月初一。“市中花木甚繁，灿如列锦，南城士女多往观焉。”中顶庙会正逢夏季，可赏莲。清朝潘荣陛《帝京岁时纪胜》记载：“六月朔日，各行铺户攒聚香会，于右安门外中顶进香，回集祖家庄回香亭，一路河池赏莲，箫鼓弦歌，喧呼竟日。”
中华民国初年，中顶庙会仍很盛。《群强报》1916年6月30日报道：当天，右安门外中顶普济宫开庙，“城乡各处中幡、开路、大狮、秧歌、少林、石锁、花坛、跨鼓等会均往进香。”为维持秩序，“昨经住持道士李永源禀请本管营汛，届期派兵弹压。”
2002年，对正殿、山门进行修缮。1984年，中顶庙被丰台区人民政府公布为丰台区重点文物保护单位。

## 建筑
该庙坐北朝南。现存山门及山门前的一对石狮，还有正殿（前殿）。山门额曰“护国中顶岱岳普济宫”。正殿前尚有两通石碑，其中一通石碑为《中顶普济宫百子胜会碑记》，乃清朝康熙三十五年夏，由“正阳门外珠市口百子老会众等诚立”。百子会是祈求碧霞元君赐子之会。